# 中江元哉
中江 元哉（なかえ もとや、1961年4月24日 - ）は、日本の財務官僚。大阪府出身。

## 略歴
- 大阪教育大学附属高校天王寺校舎卒業
- 東京大学法学部第2類（公法コース）卒業[3]
- 1984年4月：大蔵省入省。理財局国有財産総括課[3]
- 1988年：関税局総務課企画係長[4]
- 1989年7月：弘前税務署長[5]
- 1990年7月：関税局監視課課長補佐（総括）[6]
- 1992年6月：ハーバード大学国際問題研究所
- 1993年7月：大阪国税局総務部総務課長
- 1994年7月：主税局税制第一課課長補佐（法人税）[6]
- 1995年6月：主税局総務課課長補佐（総務）[6]
- 1996年7月：主計局法規課課長補佐（第一）[6]
- 1997年7月：主計局主計官補佐（文部第一、二係主査）
- 1999年7月：熊本県企画開発部長
- 2001年7月：財務省大臣官房信用機構課機構業務室長[7]
- 2002年7月：金融庁監督局総務課監督企画官[8]
- 2004年7月：金融庁監督局総務課金融危機対応室長
- 2005年7月：細田博之内閣官房長官秘書官事務取扱
- 2005年10月：安倍晋三内閣官房長官秘書官事務取扱
- 2007年8月：主計局主計企画官（財政分析担当）
- 2007年9月：主計局調査課長
- 2008年7月：主計局主計官（公共事業総括、公共事業係担当）
- 2009年7月：主税局税制第一課長
- 2010年3月：主税局総務課長
- 2012年8月：大臣官房審議官（主税局担当）
- 2012年12月：安倍晋三内閣総理大臣秘書官事務取扱
- 2018年7月：関税局長
- 2020年7月：退官
- 2021年1月：オリックス銀行顧問[9]
- 2021年6月：オリックス銀行取締役兼執行役員副社長（経営企画部担当（経営企画部管掌））[10]
- 2023年4月：オリックス銀行取締役兼執行役員副社長（IT統括部・デジタル新規事業部・ビジネスサポート部担当（集中業務部・営業事務部担当））[11]

## 大蔵省同期
- 美並義人（東京国税局長、財務総合政策研究所長、近畿財務局長、主計局次長（筆頭）、内閣官房内閣審議官（内閣官房副長官補付）兼内閣官房社会保障改革担当室審議官兼内閣官房TPP政府対策本部員、理財局次長、大臣官房審議官（理財局担当）、理財局総務課長）
- 西田安範（防衛審議官、防衛省整備計画局長、防衛省大臣官房審議官（予算、会計監査、安全保障対話・防衛交流、地域協力局担当）、装備施設本部副本部長（航空機担当）、主計局次長（末席）、内閣官房内閣審議官（内閣官房副長官補付）兼内閣官房社会保障改革担当室審議官兼内閣官房TPP政府対策本部員、大臣官房参事官（大臣官房担当）兼理財局次長、大臣官房総合政策課長）
- 北村信（関東財務局長、内閣府沖縄振興局長）
- 垣水純一（税務大学校長、関東信越国税局長）
- 宮崎成人（国際復興開発銀行特別代表）
- 御園生功（関東信越国税不服審判所長、広島国税不服審判所長、神戸税関長）